# Angles
|  | Aquest article tracta sobre un poble germànic. Vegeu-ne altres significats a «angle (desambiguació)». |

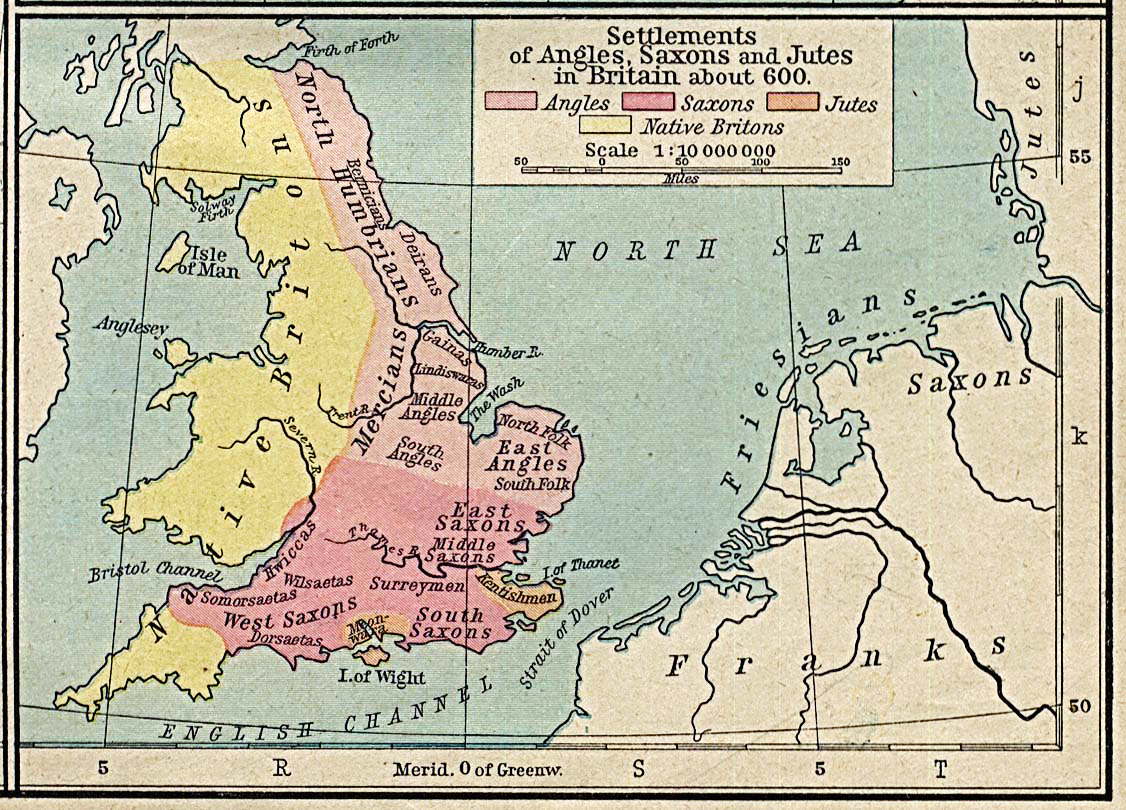
Els angles a Anglaterra

Els angles —angeln en alemany, englas en anglès antic, anglus (sing.), anglii (pl.) en llatí— foren un poble germànic provinent d'Angeln, a l'actual estat de Slesvig-Holstein, que durant el segle v s'establí a l'Ànglia de l'Est, Mèrcia i Nortúmbria, a l'est de l'illa de Gran Bretanya. Les parts meridional i oriental de l'illa foren anomenades posteriorment Engla-lond (en anglès antic, 'terra dels angles'), doncs Anglaterra.

## Antecedents històrics
Possiblement, el primer esment dels angles fou registrat per Tàcit en Germania, capítol 40, en el qual es fa menció dels anglii repassant una llista de les tribus germàniques. No donà indicació precisa sobre la seua posició geogràfica, però declarà que, junt a altres sis tribus, inclosos els Varini (ulteriorment, els warni), adoraren una dea anomenada Nerthus, el santuari de la qual està situat en "una illa en l'oceà." Claudi Ptolemeu en la seua Geografia (ii. 11. § 15), mig segle després, els ubica amb més precisió entre el Rin, més aviat potser l'Ems, i l'Elba, i parla d'ells com una tribu rellevant de l'interior. Malauradament, per contra, amb una comparació del seu mapa i les proves subministrades per Tàcit i altres escriptors romans, les indicacions que ens aporta no són correctes. A causa de la incertesa d'aquests passatges, hi ha moltes especulacions referides a la ubicació originària dels Angli. Una de les teories que, no obstant això, es pot mitjanament recomanar, és que residien a la conca de Saale (a la rodalia del cantó Engilin), del qual es pensa que la Lex Angliorum et Werinorum hoc est Thuringorum és originària. En l'actualitat, la majoria dels erudits creuen que els Angli visqueren, al principi, a les costes del Bàltic, probablement a la part septentrional de la península de Jutlàndia (danès: Jylland, anglès: Jutland). El testimoni d'aquesta opinió prové de les tradicions angleses i daneses que comerciaven amb persones i pels fets del segle iv (vegeu més avall), i en part pel fet que, com descriu Tàcitus, es troben afinitats sorprenents amb el culte a Nerthus en la religió escandinava, especialment en la sueca i la danesa. Les investigacions sobre aquest subjecte han fet realment probable que l'illa de Nerthus fos Sjaelland (en anglès Zealand), i és més endavant quan fou remarcat que els reis de Wessex remuntaren, finalment, la seua ascendència a un cert Scyld, que és clarament identificat amb Skiöldr, fundador de la família reial danesa (Skiöldungar). En la tradició anglesa, aquesta persona està emparentada amb "Scedeland" (pl.), p. ex.: Escandinàvia, mentre que en la tradició escandinava és especialment associat amb l'antiga residència reial a Leire, a Sjaelland.
Beda declara que els angles, adés d'arribar a Gran Bretanya, vivien en una terra anomenada Angulus, i un testimoni similar és donat en la Historia Brittonum. El rei Alfred el Gran i el cronista Æthelweard identifiquen aquest indret amb el territori que ara s'anomena Angel, a Slesvig-Holstein, encara que deu haver estat una extensió més gran, i la seua identificació correspon perfectament a les indicacions ofertes per Beda. La confirmació completa n'és reforçada per les tradicions angleses i daneses concernents als dos reis anomenats Wermund i Offa d'Angeln, de qui la reial família merciana descendia, i a qui les cròniques connecten amb Angel, Schleswig i Rendsburg. La tradició danesa ha preservat memòries dels dos governants de Schleswig, pare i fill, en el seu servei, Frowinus (Freawine) i Wigo (Wig), de qui la família reial de Wessex pretén descendir. Durant el segle v, els Angli envaïren la Gran Bretanya; després d'aquell temps, el seu nom no es reprodueix en el continent, excepte en el document esmentat més amunt.
La província de Schleswig demostrà ser excepcionalment rica en antiguitats primitives que daten aparentment dels segles IV i V. Als llocs on es trobaren, cal fer menció especial del crematori del cementeri a Borgstedterfeld, entre Rendsburg i Eckernförde, que ha cedit algunes urnes i raspalls estretament semblants als trobats en tombes paganes a Anglaterra. De major importància són els grans dipòsits a Thorsbjaerg (a Angel) i Nydam, els quals contenen grans quantitats d'armes, ornaments, articles de roba, instruments agrícoles, etc., i en últim lloc, vaixells. Gràcies a aquests descobriments, som capaços de reconstruir una imatge aproximada de la civilització angla en el període posterior a la invasió de la Gran Bretanya.
Alguns historiadors els identifiquen amb els angrivaris i, quan eren a Schleswig, tenien com a veïns els varns o varins (al sud) i els saxons (al sud-est). Al segle ii, una part en va emigrar a Turíngia al costat dels varns o varins, i al segle iv es van fusionar amb els hermundurs i van donar origen als turingis. Els angles del Schleswig van emigrar a Britànnia al segle v.

## Influència a la Gran Bretanya
D'acord amb certes fonts, com la de Beda el Venerable, després de la invasió de la Gran Bretanya, els angles es van dividir i van fundar els regnes de Nord Angelnen (Nortúmbria), Ost Angelnen (Ànglia de l'Est), i Mittlere Angelnen (Mèrcia). Gràcies a la influència dels saxons, les tribus van ser anomenades «anglosaxones» pels normands. Hi ha una regió al Regne Unit que encara és coneguda com a «Ànglia de l'Est».
El centre de la pàtria angla en la porció nord-est de l'actual estat federat alemany de Slesvig-Holstein, el mateix en la península de Jutlàndia, és on foren establertes les restes d'aquest poble, una menuda forma peninsular roman anomenada Angeln hui i forma un triangle dibuixat aproximadament des de l'actual Flensburg en el fjord Flensburger fins a Kiel, llavors fins a Maasholm a l'enclavament de l'Schlei.
En algun cas, aquest petit punt de localització relativament oriental de l'origen del grup tribal dels angeln ha dut cap a un dels misteris duradors de la invasió anglosaxona: ¿com és possible que els anglens foren freqüentment esmentats com a colonitzadors de l'antiga Gran Bretanya en totes les fonts escrites antigues i medievals, mentre que la prova del veïnatge i les molt més poderoses activitats colonitzadores concomitants dels frisons en la Gran Bretanya han sigut limitades a descobriments arqueològics, i únicament més sovint a deduccions lògiques i inferències? És clar que els frisons són coneguts per habitar la terra directament en el pas d'alguna ruta migratòria entre Angeln i la Gran Bretanya (excepte per la llarga i dificultosa ruta marítima pel mar al voltant de la punta septentrional de Dinamarca) i, de fet, habitaren terres entre l'antic domini saxó i Bretanya; però, rarament, han sigut anomenats per haver pres part en la vasta migració.

## Sant Gregori
Els angles són el tema d'una llegenda sobre el papa Gregori I. De manera resumida, explica que Gregori va observar com uns infants angles de Deira eren venuts al mercat d'esclaus romà. Impressionat per la bellesa de les seues faccions i ulls blaus preguntà pel seu origen. Quan li contestaren que eren angles, va replicar amb un joc de paraules en llatí que pot ser traduït d'aquesta manera: "No angles, sinó àngels". Se suposa que, posteriorment, es va decidir a convertir la seua pàtria a la cristiandat.